# Бестензе
Бестензе (њем. Bestensee) општина је у њемачкој савезној држави Бранденбург. Једно је од 37 општинских средишта округа Даме-Шпревалд. Према процјени из 2010. у општини је живјело 6.651 становника. Посједује регионалну шифру (AGS) 12061020.

## Географски и демографски подаци
Бестензе се налази у савезној држави Бранденбург у округу Даме-Шпревалд. Општина се налази на надморској висини од 36 метара. Површина општине износи 37,8 km².

## Становништво
У самом мјесту је, према процјени из 2010. године, живјело 6.651 становника. Просјечна густина становништва износи 176 становника/km².

## Међународна сарадња
| Мјесто  | Држава | Врста сарадње | Од    |
| ------- | ------ | ------------- | ----- |
| Пшемонт | Пољска | партнерство   | 2009. |
| Извор   |        |               |       |